# 松嫩約赫山
47°19′18″N 12°01′21″E / 47.32167°N 12.0225°E
松嫩約赫山（德語：Sonnenjoch），是奧地利的山峰，位於該國西部，由蒂羅爾州負責管轄，屬於基茨比爾阿爾卑斯山脈的一部分，海拔高度2,292米，每年平均降雨量1,971毫米。